# International Opera Awards 2022
Die International Opera Awards 2022 sind die neunte Verleihung der International Opera Awards. Die Nominierungen wurden im Oktober 2022 bekanntgegeben, die Verleihung fand am 28. November 2022 im Teatro Real in Madrid und damit erstmals nicht in Großbritannien statt.

## Preisträger und Nominierte 2022
| Kategorie                                   | Preisträger | Weitere Nominierte |
| ------------------------------------------- | --- | --- |
| Sänger                                      | Stéphane Degout | - Benjamin Bernheim - Allan Clayton - Enea Scala - Russell Thomas - Georg Zeppenfeld |
| Sängerin                                    | Sabine Devieilhe | - Svetlana Aksenova - Stéphanie D’Oustrac - Federica Lombardi - Aušrinė Stundytė - Pretty Yende |
| Dirigent                                    | Daniele Rustioni | - Edward Gardner - Eun Sun Kim - Oksana Lyniv - Joana Mallwitz - Carlo Rizzi |
| Regie                                       | Stefan Herheim | - Rosetta Cucchi - Tobias Kratzer - James Robinson - Simon Stone - Adele Thomas |
| Ausstattung                                 | Michael Levine | - Lizzie Clachan - Paolo Fantin - Tom Piper - Rainer Sellmaier - Leslie Travers |
|                                             | | |
| Festival                                    | Santa Fe Opera | - Donizetti Festival Bergamo - Garsington Opera - George Enescu Festival - Oper Leipzig Wagner 22 - Savonlinna Festival |
|                                             | | |
| Neuinszenierung                             | Glyndebourne: La voix humaine/Les mamelles de Tirésias (Laurent Pelly) | - Bregenzer Festspiele: Madama Butterfly (Andreas Homoki) - English National Opera: The Handmaid’s Tale (Annilese Miskimmon) - Festival d’Aix-en-Provence: L’incoronazione di Poppea (Ted Huffman) - Nationaltheater Brünn: The Greek Passion (Jiří Heřman) - Salzburger Festspiele: Il trittico (Christof Loy)               |
| Wiederentdeckung                            | Dallapiccola: Ulisse (Oper Frankfurt) | - Davis: X: The Life and Times of Malcolm X (Odyssey Opera) - Guiraud: Frédégonde (Theater Dortmund) - Langgaard: Antikrist (Deutsche Oper Berlin) - Schulhoff: Flammen (Nationaltheater Prag) - Smyth: The Wreckers (Glyndebourne)                                                                                           |
| Uraufführung verliehen von The Vineyard     | The Time of Our Singing (Kris Defoort/La Monnaie De Munt) | - Awakenings (Tobias Picker/Opera Theatre of Saint Louis) - Castor and Patience (Gregory Spears/Cincinnati Opera) - Grete Minde (Eugen Engel/Theater Magdeburg) - M. Butterfly (Huang Ruo/Santa Fe Opera) - Violet (Tom Coult/Music Theatre Wales)                                                                            |
|                                             | | |
| Aufnahme (vollständige Oper)                | Offenbach: Le voyage dans la lune (Chœur et Orchestre National Montpellier Occitane/Bru Zane) CD                                                                           | - Barry: Alice’s Adventures Under Ground (Irish National Opera/Signum) CD - Debussy: Pelléas et Mélisande (Les Siècles/Harmonia Mundi) CD - Dvořák: Rusalka (Teatro Real/C Major) DVD - Weber: Der Freischütz (Freiburger Barockorchester/Harmonia Mundi) CD - Zandonai: Francesca da Rimini (Deutsche Oper Berlin/Naxos) DVD |
| Aufnahme (Recital)                          | Michael Spyres: Baritenor (Erato) | - Benjamin Bernheim: Boulevard des Italiens (DG) - Marianne Crebassa: Séguedilles (Erato) - Elsa Dreisig: Mozart x 3 (Erato) - Sondra Radvanovsky: Donizetti: Three Queens (Pentatone) - Jonathan Tetelman: Arias (DG) |
|                                             | | |
| Rising Talent                               | Nardus Williams (Sopran) | - Anthony Almeida (Regie) - Iván Ayón Rivas (Tenor) - Federica Guida (Sopran) - Barno Ismatullaeva (Sopran) - Iván López Reynoso (Dirigent) - Masabane Cecilia Rangwanasha (Sopran) - John Savournin (Regie) - Yaritza Véliz (Sopran) - Nil Venditti (Dirigent)                                                               |
| Reader’s Award verliehen vom Opera Magazine | Pene Pati | - Asmik Grigorian - Saioa Hernández - Jonas Kaufmann - Lisette Oropesa - Golda Schultz - Andreas Schager - Michael Spyres |
| Nachhaltigkeit                              | Göteborgsoperan | - Glyndebourne - Culture for the Future Dresden - ENO - La Monnaie - Opéra de Lyon |
| Digital Opera                               | Upload, De Nationale Opera in Kooperation mit Oper Köln, Bregenzer Festspiele, Ensemble Musikfabrik, Park Avenue Armory Conservancy New York, DoubleA Foundation Amsterdam | - The Copper Queen, Arizona Opera - Gianni Schicchi, Grange Park Opera - Out of the Ordinary, Irish National Opera - IL TRIONFO.HER TEMPLE, Nationaltheater Mannheim - Soldier Songs, Opera Philadelphia |
| Equal Opportunities & Impact                | Foundation Studio, Cape Town Opera | - Opera for Peace - Opera Philadelphia - Opera Theatre of Saint Louis - Pacific Opera & Tapestry |
| Lifetime Achievement Award                  | Janet Baker | |
| Good Governance Institute Leadership Award  | Nicholas Payne | |
| Philanthropy                                | Aline Foriel-Destezet | |
| Opernhaus                                   | Opern- und Balletttheater Lwiw und Odessa | |